# Мийу, Оливье
Оливье Мийу (фр. Olivier Milloud, родился 9 декабря 1975 в Сен-Валье) — французский регбист, игравший на позиции пропа.

## Карьера

### Клубная
Воспитанник школы клуба «Бёрпер», выступал с 1997 по 2011 годы без перерывов за команду «Бургуэн-Жальё», участвовал в финальных этапах французского чемпионата Топ-14 с 1997 по 2008 года. Его партнёрами по команде в разное время были Себастьен Шабаль, Жюльен Боннер, Стефан Гла, Паскаль Папе и Морган Парра. Продолжал выступать за команду во втором дивизионе Про Д2. В конце концов в сезоне 2011/2012 перешёл в «Стад Франсе», чтобы провести последний сезон в своей карьере в Топ-14.

### В сборной
Мийу дебютировал 28 мая 2000 в игре против Румынии. Тренером Бернаром Лапортом вызывался в команду вместо ушедшего из сборной Кристиана Калифано. Участвовал в турне 2001 года против сборной Новой Зеландии. В 2002 году в составе французской сборной завоевал Кубок шести наций и «Большой шлем». В 2003 году он заменил на турне Питера де Вильерса, став универсальным игроком, игравшим как слева, так и справа. На чемпионате мира он выступал как замена и де Вильерса, и травмированного Сильвена Марконне. Он сыграл все матчи, кроме игр против Фиджи и Новой Зеландии, а сборная заняла 4-е место.
В турне по Северной Америке Оливье стремился зарекомендовать себя как ценный игрок основы. В ноябре 2004 года он должен быть стать дублёром де Вильерса, но после пришествия Николя Ма осел твёрдо на скамейке и оказался на грани вылета из сборной. В турне по Южному полушарию он отличился в матчах против ЮАР и Австралии и вернулся триумфально в сборную. При Лапорте он строго стал левым пропом и попал в состав на домашний чемпионат мира. В полуфинале Оливье получил травму шеи и выбыл, а его команда снова заняла 4-е место.
Преемником Лапорта стал Марк Льевремон, который хотел сделать Оливье лидером первой линии. Оливье вернулся в сборную спустя полгода, но в мае 2008 года получил травму ахиллова сухожилия и вынужден был пропустить летнее турне. Больше он в сборной не играл: его последним матчем стал матч на чемпионате мира 13 октября 2007 против Англии в Париже.